# Капан-ду-Леан
Капан-ду-Леан (порт. Capão do Leão) — муниципалитет в Бразилии. входит в штат Риу-Гранди-ду-Сул. Составная часть мезорегиона Юго-восток штата Риу-Гранди-ду-Сул. Входит в экономико-статистический микрорегион Пелотас, который входит в Юго-восток штата Риу-Гранди-ду-Сул. Население составляет 26 487 человека на 2022 год. Занимает площадь 783,196 км². Плотность населения — 33,82 чел./км².

## История
Город основан 3 мая 1982 года.

## Статистика
- Валовой внутренний продукт на 2003 составляет 209 445 360,00 реалов (данные: Бразильский институт географии и статистики).
- Валовой внутренний продукт на душу населения на 2003 составляет 8166,15 реала (данные: Бразильский институт географии и статистики).
- Индекс развития человеческого потенциала на 2000 составляет 0,770 (данные: Программа развития ООН).

## География
Климат местности: субтропический.